# 이정호 (독립운동가)

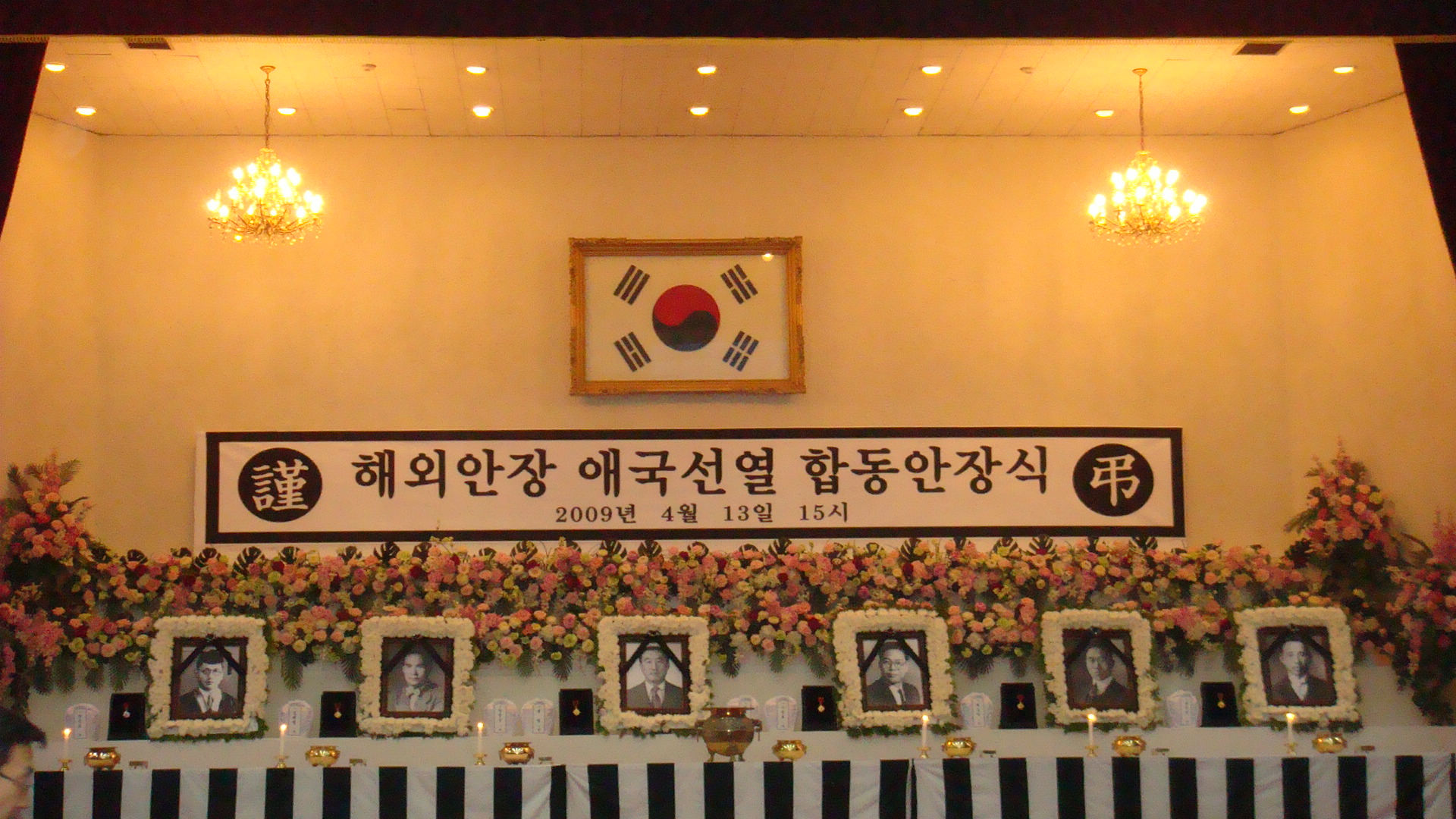
2009년 합동안장식 모습(오른쪽에서 세 번째)

이정호(1913년 3월 1일 ~ 1990년 7월 10일)는 조선민족혁명당 조직부장과 화남지부장으로 활동한 대한민국의 독립운동가이다.
1913년 경상북도 대구부(현.대구광역시)에서 태어났으며, 중국 광둥성 중산대학을 졸업한 후 1935년 중국 남경에서 조선민족혁명당에 가입하였다.
1941년 5월 조선의용대에 입대하여 제1지대 제1전구사령부에 소속되어 활동하였다. 1942년 5월 조선의용대가 광복군에 통합됨에 따라 광복군 제1지대에 편입되어 상위로 복무하였다.
1942년 10월 중경에서 임시정부 임시의정원에 경상도의원으로 선출되었다. 1943년 임시정부 외무부 총무과장, 1944년 정보과장에 임명되었으며, 1943년 4월에는 선전부에서 선전위원으로 일하였다.
1944년 6월 임시정부 외무부 정보과장으로 주중 미국대사관에 특파되어 일본군에게 항복할 것을 권유하였고, 일본군내 한국인의 이탈을 선전하는 공작을 수행하였다. 1945년 6월에 광복군 제3지대 북경지구 특파공작원으로 일본군에 소속된 한국인 사병의 탈출공작을 수행하였다.
1990년에 건국훈장 애국장이 추서되었다.

## 가족
- 큰 아들 이지영이 미국 로스엔젤레스에 거주하고 있다.